# 李王職
李王職（りおうしき、이왕직）は、朝鮮の日本統治時代から連合軍軍政期（1911年 - 1947年）の間、宮内大臣の管轄下で王公族の家務を掌る機関として京城府（現在のソウル特別市）に置かれた機関。大韓帝国宮内府の後身である。
宮内省の外局という位置づけであったが、朝鮮統治の都合上、朝鮮総督府の監督も受けた。

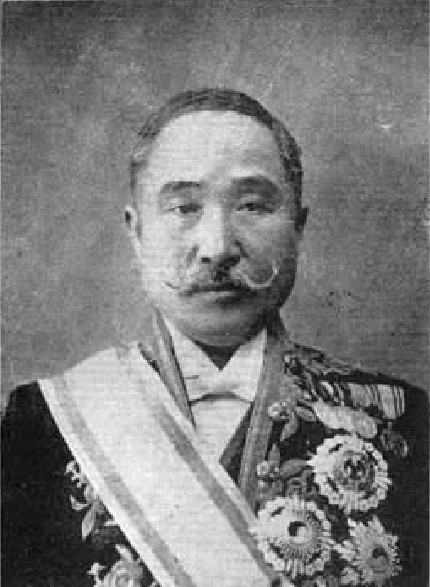
閔丙奭

## 組織
- 庶務係：人事・総務・その他庶務を司る。
- 会計係：経理・財産・営繕を司る。
- 掌侍係：王公族の側近として仕える。
- 掌祀係：李氏朝鮮以来の祭祀・陵墓・雅楽を司る。
- 掌苑係：昌慶苑（現昌慶宮）に関する事項を司る。

## 職員
- 長官
李王職の事務を総理して職員を指揮監督する。勅任官。
- 次官
長官を輔け、長官が有事の時はその職務を代理する。勅任官。
- 事務官
庶務を担当する。36人奏任官の内3人は勅任官。
- 賛侍
李王及李太王に近従して身側の事を分掌する。12人奏任官の内2人は勅任官。
- 典祀
祭祀及墳塋に関する事務を分掌する。
- 典医
診候調薬及衛生の事を分掌する。
- 技師
建築土木及園芸に関する技術の事を分掌する。

## 歴代長官
1. 閔丙奭（1911年（明治44年）2月1日 - 1919年（大正8年）10月20日）
2. 李載克（朝鮮語版）（1919年（大正8年）10月20日 - 1923年（大正12年）3月1日）
3. 閔泳綺（1923年（大正12年）3月1日 - 1926年（昭和2年）1月6日）
4. 篠田治策（1927年（昭和2年）1月6日 - 1927年（昭和2年）4月7日）
5. 韓昌洙（1927年（昭和2年）4月7日 - 1932年（昭和7年）7月1日）
6. 篠田治策（1932年（昭和7年）7月1日 - 1940年（昭和15年）3月9日）
7. 李恒九（1940年（昭和15年）3月9日 - 1945年（昭和20年）3月10日）・・・李完用の子
8. 児島高信（1945年（昭和20年）3月10日 - 1945年（昭和20年）5月16日）
9. 張憲植（朝鮮語版）（1945年（昭和20年）5月16日 - 1946年（昭和21年）1月30日）

## 歴代次官
1. 小宮三保松（1911年（明治44年）2月1日 - 1917年（大正6年）1月15日）
2. 国分象太郎（1917年（大正6年）1月15日 - 1921年（大正10年）9月7日）
3. 上林敬次郎（1921年（大正10年）9月16日 - 1923年（大正12年）2月24日）
4. 篠田治策（1923年（大正12年）2月24日 - 1932年（昭和7年）7月1日）
5. 李恒九（1932年（昭和7年）7月1日 - 1940年（昭和15年）3月9日）
6. 児島高信（1940年（昭和15年）3月9日 - 1946年（昭和21年）1月30日）